# Бичок-голяк
Бичок-голяк, або каспіосома (Caspiosoma caspium) — вид Понто-Каспійських риб родини Бичкових (Gobiidae). Належить до монотипового роду Caspiosoma.
Поширений в дельтах річок, що впадають до північно-західної частини Чорного моря: Дніпро до Берислава, також Дніпровсько-Бузький та Березанський лимани, Дунай, Дністер із лиманом, Кучурганське водосховище. Відомий також в дельті Дону, Волги, середній і північній частинах Каспійського моря.